# Antonio López Sánchez-Prado
Antonio López Sánchez-Prado (Herrera, provincia de Sevilla, 4 de mayo de 1888-Ceuta, 5 de septiembre de 1936), fue un médico y político comunista español, alcalde de Ceuta. Fue fusilado por los sublevados poco después de comenzada la Guerra Civil.

## Biografía
Se licenció en Medicina y Cirugía, ejerciendo como médico titular en las localidades sevillanas de Herrera y Gilena. En marzo de 1923 llegó a Ceuta, siendo nombrado médico encargado de la Clínica de Partos y Ginecología del Hospital de la Cruz Roja, así como del consultorio público, e inspector municipal de sanidad el 17 de junio de 1924. Ejercería dichos puestos hasta 1929, cuando pidió la excedencia. En 1930 solicitó la plaza de médico tocólogo de la beneficencia municipal, ocupándola interinamente hasta la celebración de las correspondientes oposiciones, que tuvieron lugar a últimos de febrero de 1931. Sánchez-Prado obtuvo la plaza. Durante toda su carrera profesional, se distinguiría por su labor con los más necesitados.
En los últimos meses de 1930 Sánchez-Prado comenzó su compromiso político con la causa republicana.  Así, se afilió al partido Unión Republicana (poco antes había ingresado en la logia masónica local). Tras la convocatoria de las elecciones municipales para abril de 1931, se organizó en Ceuta el denominado Comité Republicano, del que fue elegido presidente. Fue uno de los miembros de la candidatura de la Conjunción Republicano-Socialista. Al producirse las elecciones, la Conjunción obtuvo 22 de los 24 concejales (10 socialistas y 12 republicanos), siendo Sánchez-Prado el candidato más votado. Al haber decidido la Conjunción que el candidato más votado sería elegido alcalde, Sánchez-Prado se convirtió en el primer alcalde republicano de Ceuta. El 22 de abril de 1931 tomó posesión del cargo.
Su primer mandato duró apenas 57 días, abandonado el cargo el 4 de abril de 1931, por motivos personales, aunque permaneciendo como concejal. En el pleno que tramita su dimisión, se le nombra hijo adoptivo de Ceuta:

Se acuerda admitir la dimisión que del cargo de Alcalde Presidente de este ayuntamiento presenta Don Antonio L. Sánchez Prado, al que se le concede un laudatorio voto de gracias por las gestiones que durante su actuación ha realizado y que en atención a las especiales dotes que en él concurren y como premio a los trabajos y sacrificios prestados y a los beneficios obtenidos para esta ciudad, nombrándole hijo adoptivo de la misma...
Acta municipal del pleno del 4 de junio de 1931

En mayo de 1931 se había constituido en Ceuta la agrupación local del Partido Republicano Radical Socialista (PRRS), para presentarse a las elecciones a Cortes Constituyentes. Sánchez-Prado fue nombrado candidato del partido y, en las elecciones del 28 de junio es el candidato más votado en la ciudad (2.083 votos), obteniendo el escaño disputado en la ciudad. Sánchez-Prado ocupó su escaño en la Cortes hasta noviembre de 1933, cuando se celebraron nuevas elecciones, a las que no concurrió.
Durante el bienio radical-cedista, desarrolló una escasa actividad política, limitándose a la asistencia a los plenos municipales y a su actividad profesional como médico. Ingresa en el Partido Comunista y participa en la Asociación "Amigos de los Soviets".
Tras las elecciones de febrero de 1936, en las que triunfa el Frente Popular (en Ceuta fue elegido el socialista Manuel Martínez Pedroso), se restituyeron las corporaciones municipales purgadas tras la revolución de Asturias de 1934. Sánchez-Prado fue elegido de nuevo alcalde por la corporación municipal.
El alcalde dedicó sus esfuerzos durante los meses previos a la Guerra Civil a mejorar las condiciones de las clases populares de Ceuta. Así, por ejemplo, el día de su cumpleaños, los vecinos del barrio del Sarchal organizaron una verbena en honor del alcalde, en agradecimiento por haber llevado el agua corriente al barrio.
El 17 de julio, cuando ya se había producido la sublevación militar en Melilla, Sánchez-Prado recibió llamadas de amigos aconsejándole que dejase la ciudad y se refugiase en la cercana ciudad bajo estatuto internacional de Tánger. Sin embargo, se dirigió a la sede del Gobierno Civil de la ciudad, donde el gobernador le comunicó que la presidencia de la República estaba enterada de los acontecimientos y había tomado las medidas oportunas para atajarlos. Ante ello, volvió al Ayuntamiento, donde celebró un pleno municipal, ya previsto, al que sólo acudieron los concejales del Frente Popular. El pleno concluyó a las nueve de la noche con unas palabras del alcalde:

Ha terminado la sesión, pero ¡oíd! Se aproximan días terribles para la República y es preciso que nos unamos y nos preparemos para defenderla. No es ocasión de huelgas, ni de disensiones, sino de que todos, como un hombre, cumplamos nuestro deber, ¡Viva la libertad! ¡Viva la República!

A pesar de las llamadas recibidas, conminándole a la huida a Tánger, Sánchez-Prado se negó, contestando que su sitio estaba junto al pueblo que lo había elegido. La madrugada del 18 de julio, Sánchez-Prado fue detenido en su casa, con la ciudad ya ocupada por las tropas sublevadas del teniente coronel de la Legión Juan Yagüe. En el cuartel de García Aldave (Posición A), su lugar de reclusión, se encontró con la mayoría de los concejales del Frente Popular en la ciudad. El 31 de agosto fue sometido a un juicio sumarísimo, que emitió su sentencia de condena a muerte, por el delito de "rebelión militar", el día siguiente, 1 de septiembre de 1936:

En la ciudad de Ceuta a uno de septiembre de mil novecientos treinta y seis, reunido el Consejo de Guerra de oficiales generales para ver y fallar la causa instruida por presuntos delitos de rebelión y sedición a los paisanos el consejo falla, que debe condenar a los procesados don Antonio López Sánchez-Prado, Adolfo de la Torre Guillen, Ángel Guijo Higuero y Fidel Vélez Roldan a la pena de muerte por el delito de adhesión a la rebelión.

Tras denegarse su indulto, el 5 de septiembre fue fusilado junto con el resto de condenados en la playa del Tarajal, un paraje situado a unos cuantos metros de la frontera con Marruecos. Su cadáver fue entregado a su familia y enterrado en el nicho 45 del cementerio de Santa Catalina.

## Reconocimiento
El 1 de septiembre de 2006 el alcalde-presidente de Ceuta inauguró una estatua en bronce de Antonio López Sánchez-Prado en la avenida que lleva su nombre, frente al edificio del Ayuntamiento que el presidió, hoy Palacio de la Asamblea de Ceuta. Se trata de una escultura de tamaño real, obra de los hermanos Pedrajas.
Da también nombre a un Congreso Nacional de Periodismo que se celebra, cada primavera, en Ceuta.